# Baskien runt 2024
Baskien runt 2024 var den 63:e upplagan av det spanska etapploppet Baskien runt. Cykelloppets sex etapper kördes mellan den 1 och 6 april 2024 med start i Irun och målgång i Eibar. Loppet var en del av UCI World Tour 2024 och vanns av spanske Juan Ayuso från cykelstallet UAE Team Emirates.

## Deltagande lag
| WorldTeams (18)- Alpecin-Deceuninck - Arkéa-B&B Hotels - Astana Qazaqstan Team - Bahrain Victorious - Bora-Hansgrohe - Cofidis - Decathlon-AG2R La Mondiale - EF Education-EasyPost - Groupama-FDJ - Ineos Grenadiers - Intermarché-Wanty - Lidl-Trek - Movistar Team - Soudal Quick-Step - Team dsm-firmenich PostNL - Team Jayco AlUla - Team Visma \| Lease a Bike - UAE Team Emirates ProTeams (6)- Burgos-BH - Caja Rural-Seguros RGA - Equipo Kern Pharma - Euskaltel-Euskadi - Q36.5 Pro Cycling Team - TotalEnergies |
| |

## Etapper
| Etapp | Datum | Start – mål                         | type       | Distans (km) | Höjdskillnad (m) | Etappvinnare     | Totalledare       |
| ----- | ----- | ----------------------------------- | ---------- | ------------ | ---------------- | ---------------- | ----------------- |
| 1     | 1 apr | Irun – Irun                         | Tempoetapp | 10           | 179 m            | Primož Roglič    | Primož Roglič     |
| 2     | 2 apr | Irun – Cambo-les-Bains              |            | 160          | 2 312 m          | Paul Lapeira     | Primož Roglič     |
| 3     | 3 apr | Espelette – Altsasu/Alsasua         | Kuperat    | 190,9        | 3 057 m          | Quinten Hermans  | Primož Roglič     |
| 4     | 4 apr | Etxarri Aranatz – Legutio           | Kuperat    | 157,5        | 2 146 m          | Louis Meintjes   | Mattias Skjelmose |
| 5     | 5 apr | Vitoria-Gasteiz – Amorebieta-Etxano | Kuperat    | 175,9        | 2 214 m          | Romain Grégoire  | Mattias Skjelmose |
| 6     | 6 apr | Eibar – Eibar                       | Bergsetapp | 137,8        | 3 472 m          | Carlos Rodríguez | Juan Ayuso        |

### 1:a etappen
| Irun - Irun | Tempoetapp | (10 km) |

| \| Placeringar i etappen \| Placeringar i etappen \| Placeringar i etappen \| Placeringar i etappen \| Placeringar i etappen \| \| Cyklist \| Cyklist \| Lag \| Tid \| \| \| --------------------- \| --------------------- \| -------------------------- \| --------------------- \| --------------------- \| \| 1. \| Primož Roglič \| Bora-Hansgrohe \| 12' 34" \| \| \| 2. \| Jay Vine \| UAE Team Emirates \| + 7" \| \| \| 3. \| Mattias Skjelmose \| Lidl-Trek \| + 10" \| \| \| 4. \| Remco Evenepoel \| Soudal Quick-Step \| + 11" \| \| \| 5. \| Jonas Vingegaard \| Team Visma \\| Lease a Bike \| + 15" \| \| \| 6. \| Kévin Vauquelin \| Arkéa-B&B Hotels \| + 16" \| \| \| 7. \| Juan Ayuso \| UAE Team Emirates \| + 16" \| \| \| 8. \| Maximilian Schachmann \| Bora-Hansgrohe \| + 16" \| \| \| 9. \| Ethan Hayter \| Ineos Grenadiers \| + 19" \| \| \| 10. \| Ion Izagirre \| Cofidis \| + 21" \| \| |                       |                            |         |
| |                       |                            |         |
| Källa: ProCyclingStats |                       |                            |         |
| Placeringar i etappen |                       |                            |         |
| Cyklist | Cyklist               | Lag                        | Tid     |
| 1. | Primož Roglič         | Bora-Hansgrohe             | 12' 34" |
| 2. | Jay Vine              | UAE Team Emirates          | + 7"    |
| 3. | Mattias Skjelmose     | Lidl-Trek                  | + 10"   |
| 4. | Remco Evenepoel       | Soudal Quick-Step          | + 11"   |
| 5. | Jonas Vingegaard      | Team Visma \| Lease a Bike | + 15"   |
| 6. | Kévin Vauquelin       | Arkéa-B&B Hotels           | + 16"   |
| 7. | Juan Ayuso            | UAE Team Emirates          | + 16"   |
| 8. | Maximilian Schachmann | Bora-Hansgrohe             | + 16"   |
| 9. | Ethan Hayter          | Ineos Grenadiers           | + 19"   |
| 10. | Ion Izagirre          | Cofidis                    | + 21"   |

| \| Totaltävlingen \| Totaltävlingen \| Totaltävlingen \| Totaltävlingen \| Totaltävlingen \| \| Cyklist \| Cyklist \| Lag \| Tid \| \| \| -------------- \| --------------------- \| -------------------------- \| -------------- \| -------------- \| \| 1. \| Primož Roglič \| Bora-Hansgrohe \| 12' 34" \| \| \| 2. \| Jay Vine \| UAE Team Emirates \| + 7" \| \| \| 3. \| Mattias Skjelmose \| Lidl-Trek \| + 10" \| \| \| 4. \| Remco Evenepoel \| Soudal Quick-Step \| + 11" \| \| \| 5. \| Jonas Vingegaard \| Team Visma \\| Lease a Bike \| + 15" \| \| \| 6. \| Kévin Vauquelin \| Arkéa-B&B Hotels \| + 16" \| \| \| 7. \| Juan Ayuso \| UAE Team Emirates \| + 16" \| \| \| 8. \| Maximilian Schachmann \| Bora-Hansgrohe \| + 16" \| \| \| 9. \| Ethan Hayter \| Ineos Grenadiers \| + 19" \| \| \| 10. \| Ion Izagirre \| Cofidis \| + 21" \| \| |                       |                            |         |
| |                       |                            |         |
| Källa: ProCyclingStats |                       |                            |         |
| Totaltävlingen |                       |                            |         |
| Cyklist | Cyklist               | Lag                        | Tid     |
| 1. | Primož Roglič         | Bora-Hansgrohe             | 12' 34" |
| 2. | Jay Vine              | UAE Team Emirates          | + 7"    |
| 3. | Mattias Skjelmose     | Lidl-Trek                  | + 10"   |
| 4. | Remco Evenepoel       | Soudal Quick-Step          | + 11"   |
| 5. | Jonas Vingegaard      | Team Visma \| Lease a Bike | + 15"   |
| 6. | Kévin Vauquelin       | Arkéa-B&B Hotels           | + 16"   |
| 7. | Juan Ayuso            | UAE Team Emirates          | + 16"   |
| 8. | Maximilian Schachmann | Bora-Hansgrohe             | + 16"   |
| 9. | Ethan Hayter          | Ineos Grenadiers           | + 19"   |
| 10. | Ion Izagirre          | Cofidis                    | + 21"   |

### 2:a etappen
| Irun - Cambo-les-Bains |  | (160 km) |

| \| Placeringar i etappen \| Placeringar i etappen \| Placeringar i etappen \| Placeringar i etappen \| Placeringar i etappen \| \| Cyklist \| Cyklist \| Lag \| Tid \| \| \| --------------------- \| --------------------- \| -------------------------- \| --------------------- \| --------------------- \| \| 1. \| Paul Lapeira \| Decathlon-AG2R La Mondiale \| 3t 42' 28" \| \| \| 2. \| Samuele Battistella \| Astana Qazaqstan Team \| + 0" \| \| \| 3. \| Louis Vervaeke \| Soudal Quick-Step \| + 0" \| \| \| 4. \| Pau Miquel \| Equipo Kern Pharma \| + 0" \| \| \| 5. \| Alex Aranburu \| Movistar Team \| + 0" \| \| \| 6. \| Thomas Silva \| Caja Rural-Seguros RGA \| + 0" \| \| \| 7. \| Valentin Retailleau \| Decathlon-AG2R La Mondiale \| + 0" \| \| \| 8. \| Gonzalo Serrano \| Movistar Team \| + 0" \| \| \| 9. \| Brandon McNulty \| UAE Team Emirates \| + 0" \| \| \| 10. \| Quinten Hermans \| Alpecin-Deceuninck \| + 0" \| \| |                     |                            |            |
| |                     |                            |            |
| Källa: ProCyclingStats |                     |                            |            |
| Placeringar i etappen |                     |                            |            |
| Cyklist | Cyklist             | Lag                        | Tid        |
| 1. | Paul Lapeira        | Decathlon-AG2R La Mondiale | 3t 42' 28" |
| 2. | Samuele Battistella | Astana Qazaqstan Team      | + 0"       |
| 3. | Louis Vervaeke      | Soudal Quick-Step          | + 0"       |
| 4. | Pau Miquel          | Equipo Kern Pharma         | + 0"       |
| 5. | Alex Aranburu       | Movistar Team              | + 0"       |
| 6. | Thomas Silva        | Caja Rural-Seguros RGA     | + 0"       |
| 7. | Valentin Retailleau | Decathlon-AG2R La Mondiale | + 0"       |
| 8. | Gonzalo Serrano     | Movistar Team              | + 0"       |
| 9. | Brandon McNulty     | UAE Team Emirates          | + 0"       |
| 10. | Quinten Hermans     | Alpecin-Deceuninck         | + 0"       |

| \| Totaltävlingen \| Totaltävlingen \| Totaltävlingen \| Totaltävlingen \| Totaltävlingen \| \| Cyklist \| Cyklist \| Lag \| Tid \| \| \| -------------- \| --------------------- \| -------------------------- \| -------------- \| -------------- \| \| 1. \| Primož Roglič \| Bora-Hansgrohe \| 3t 55' 02" \| \| \| 2. \| Mattias Skjelmose \| Lidl-Trek \| + 10" \| \| \| 3. \| Remco Evenepoel \| Soudal Quick-Step \| + 10" \| \| \| 4. \| Juan Ayuso \| UAE Team Emirates \| + 14" \| \| \| 5. \| Jonas Vingegaard \| Team Visma \\| Lease a Bike \| + 15" \| \| \| 6. \| Kévin Vauquelin \| Arkéa-B&B Hotels \| + 16" \| \| \| 7. \| Maximilian Schachmann \| Bora-Hansgrohe \| + 16" \| \| \| 8. \| Brandon McNulty \| UAE Team Emirates \| + 23" \| \| \| 9. \| Bruno Armirail \| Decathlon-AG2R La Mondiale \| + 24" \| \| \| 10. \| Peio Bilbao \| Bahrain Victorious \| + 25" \| \| |                       |                            |            |
| |                       |                            |            |
| Källa: ProCyclingStats |                       |                            |            |
| Totaltävlingen |                       |                            |            |
| Cyklist | Cyklist               | Lag                        | Tid        |
| 1. | Primož Roglič         | Bora-Hansgrohe             | 3t 55' 02" |
| 2. | Mattias Skjelmose     | Lidl-Trek                  | + 10"      |
| 3. | Remco Evenepoel       | Soudal Quick-Step          | + 10"      |
| 4. | Juan Ayuso            | UAE Team Emirates          | + 14"      |
| 5. | Jonas Vingegaard      | Team Visma \| Lease a Bike | + 15"      |
| 6. | Kévin Vauquelin       | Arkéa-B&B Hotels           | + 16"      |
| 7. | Maximilian Schachmann | Bora-Hansgrohe             | + 16"      |
| 8. | Brandon McNulty       | UAE Team Emirates          | + 23"      |
| 9. | Bruno Armirail        | Decathlon-AG2R La Mondiale | + 24"      |
| 10. | Peio Bilbao           | Bahrain Victorious         | + 25"      |

### 3:e etappen
| Espelette - Altsasu/Alsasua | Kuperat | (190,9 km) |

| \| Placeringar i etappen \| Placeringar i etappen \| Placeringar i etappen \| Placeringar i etappen \| Placeringar i etappen \| \| Cyklist \| Cyklist \| Lag \| Tid \| \| \| --------------------- \| --------------------- \| -------------------------- \| --------------------- \| --------------------- \| \| 1. \| Quinten Hermans \| Alpecin-Deceuninck \| 4t 40' 59" \| \| \| 2. \| Edoardo Zambanini \| Bahrain Victorious \| + 0" \| \| \| 3. \| Alex Aranburu \| Movistar Team \| + 0" \| \| \| 4. \| Davide De Pretto \| Team Jayco AlUla \| + 0" \| \| \| 5. \| Nikias Arndt \| Bahrain Victorious \| + 0" \| \| \| 6. \| Ethan Hayter \| Ineos Grenadiers \| + 0" \| \| \| 7. \| Romain Grégoire \| Groupama-FDJ \| + 0" \| \| \| 8. \| Kévin Vauquelin \| Arkéa-B&B Hotels \| + 0" \| \| \| 9. \| Vito Braet \| Intermarché-Wanty \| + 0" \| \| \| 10. \| Valentin Retailleau \| Decathlon-AG2R La Mondiale \| + 0" \| \| |                     |                            |            |
| |                     |                            |            |
| Källa: ProCyclingStats |                     |                            |            |
| Placeringar i etappen |                     |                            |            |
| Cyklist | Cyklist             | Lag                        | Tid        |
| 1. | Quinten Hermans     | Alpecin-Deceuninck         | 4t 40' 59" |
| 2. | Edoardo Zambanini   | Bahrain Victorious         | + 0"       |
| 3. | Alex Aranburu       | Movistar Team              | + 0"       |
| 4. | Davide De Pretto    | Team Jayco AlUla           | + 0"       |
| 5. | Nikias Arndt        | Bahrain Victorious         | + 0"       |
| 6. | Ethan Hayter        | Ineos Grenadiers           | + 0"       |
| 7. | Romain Grégoire     | Groupama-FDJ               | + 0"       |
| 8. | Kévin Vauquelin     | Arkéa-B&B Hotels           | + 0"       |
| 9. | Vito Braet          | Intermarché-Wanty          | + 0"       |
| 10. | Valentin Retailleau | Decathlon-AG2R La Mondiale | + 0"       |

| \| Totaltävlingen \| Totaltävlingen \| Totaltävlingen \| Totaltävlingen \| Totaltävlingen \| \| Cyklist \| Cyklist \| Lag \| Tid \| \| \| -------------- \| --------------------- \| -------------------------- \| -------------- \| -------------- \| \| 1. \| Primož Roglič \| Bora-Hansgrohe \| 8t 36' 01" \| \| \| 2. \| Remco Evenepoel \| Soudal Quick-Step \| + 7" \| \| \| 3. \| Mattias Skjelmose \| Lidl-Trek \| + 10" \| \| \| 4. \| Juan Ayuso \| UAE Team Emirates \| + 14" \| \| \| 5. \| Jonas Vingegaard \| Team Visma \\| Lease a Bike \| + 14" \| \| \| 6. \| Kévin Vauquelin \| Arkéa-B&B Hotels \| + 16" \| \| \| 7. \| Maximilian Schachmann \| Bora-Hansgrohe \| + 16" \| \| \| 8. \| Brandon McNulty \| UAE Team Emirates \| + 23" \| \| \| 9. \| Bruno Armirail \| Decathlon-AG2R La Mondiale \| + 24" \| \| \| 10. \| Peio Bilbao \| Bahrain Victorious \| + 25" \| \| |                       |                            |            |
| |                       |                            |            |
| Källa: ProCyclingStats |                       |                            |            |
| Totaltävlingen |                       |                            |            |
| Cyklist | Cyklist               | Lag                        | Tid        |
| 1. | Primož Roglič         | Bora-Hansgrohe             | 8t 36' 01" |
| 2. | Remco Evenepoel       | Soudal Quick-Step          | + 7"       |
| 3. | Mattias Skjelmose     | Lidl-Trek                  | + 10"      |
| 4. | Juan Ayuso            | UAE Team Emirates          | + 14"      |
| 5. | Jonas Vingegaard      | Team Visma \| Lease a Bike | + 14"      |
| 6. | Kévin Vauquelin       | Arkéa-B&B Hotels           | + 16"      |
| 7. | Maximilian Schachmann | Bora-Hansgrohe             | + 16"      |
| 8. | Brandon McNulty       | UAE Team Emirates          | + 23"      |
| 9. | Bruno Armirail        | Decathlon-AG2R La Mondiale | + 24"      |
| 10. | Peio Bilbao           | Bahrain Victorious         | + 25"      |

### 4:e etappen
På grund av en krasch cirka 35 kilometer från mål neutraliserades loppet. I kraschen var bland annat förhandsfavoriterna Primož Roglič, Jonas Vingegaard och Remco Evenepoel involverade. Arrangörerna beslutade dock att låta de sex utbrytarna fortsätta kämpa om etappvinsten. Resten av fältet tog sig till mål bakom tävlingsledarens bil och tiderna räknades inte in i totaltävlingen. Flera av de inblandade i kraschen ådrog sig frakturer och andra skador.
| Etxarri Aranatz - Legutio | Kuperat | (157,5 km) |

| \| Placeringar i etappen \| Placeringar i etappen \| Placeringar i etappen \| Placeringar i etappen \| Placeringar i etappen \| \| Cyklist \| Cyklist \| Lag \| Tid \| \| \| --------------------- \| ------------------------ \| ---------------------- \| --------------------- \| --------------------- \| \| 1. \| Louis Meintjes \| Intermarché-Wanty \| 4t 21' 15" \| \| \| 2. \| Reuben Thompson \| Groupama-FDJ \| + 0" \| \| \| 3. \| Karel Vacek \| Burgos-BH \| + 0" \| \| \| 4. \| Mikel Retegi \| Equipo Kern Pharma \| + 0" \| \| \| 5. \| Mathieu Burgaudeau \| TotalEnergies \| + 0" \| \| \| 6. \| Joseba López \| Caja Rural-Seguros RGA \| + 0" \| \| \| 7. \| Lorenzo Rota \| Intermarché-Wanty \| + 0" \| \| \| 8. \| Kevin Colleoni \| Intermarché-Wanty \| + 0" \| \| \| 9. \| Iván Cobo \| Equipo Kern Pharma \| + 0" \| \| \| 10. \| José Manuel Díaz Gallego \| Burgos-BH \| + 0" \| \| |                          |                        |            |
| |                          |                        |            |
| Källa: ProCyclingStats |                          |                        |            |
| Placeringar i etappen |                          |                        |            |
| Cyklist | Cyklist                  | Lag                    | Tid        |
| 1. | Louis Meintjes           | Intermarché-Wanty      | 4t 21' 15" |
| 2. | Reuben Thompson          | Groupama-FDJ           | + 0"       |
| 3. | Karel Vacek              | Burgos-BH              | + 0"       |
| 4. | Mikel Retegi             | Equipo Kern Pharma     | + 0"       |
| 5. | Mathieu Burgaudeau       | TotalEnergies          | + 0"       |
| 6. | Joseba López             | Caja Rural-Seguros RGA | + 0"       |
| 7. | Lorenzo Rota             | Intermarché-Wanty      | + 0"       |
| 8. | Kevin Colleoni           | Intermarché-Wanty      | + 0"       |
| 9. | Iván Cobo                | Equipo Kern Pharma     | + 0"       |
| 10. | José Manuel Díaz Gallego | Burgos-BH              | + 0"       |

| \| Totaltävlingen \| Totaltävlingen \| Totaltävlingen \| Totaltävlingen \| Totaltävlingen \| \| Cyklist \| Cyklist \| Lag \| Tid \| \| \| -------------- \| --------------------- \| -------------------------- \| -------------- \| -------------- \| \| 1. \| Mattias Skjelmose \| Lidl-Trek \| 8t 36' 11" \| \| \| 2. \| Juan Ayuso \| UAE Team Emirates \| + 4" \| \| \| 3. \| Kévin Vauquelin \| Arkéa-B&B Hotels \| + 6" \| \| \| 4. \| Maximilian Schachmann \| Bora-Hansgrohe \| + 6" \| \| \| 5. \| Brandon McNulty \| UAE Team Emirates \| + 13" \| \| \| 6. \| Bruno Armirail \| Decathlon-AG2R La Mondiale \| + 14" \| \| \| 7. \| Peio Bilbao \| Bahrain Victorious \| + 15" \| \| \| 8. \| Paul Lapeira \| Decathlon-AG2R La Mondiale \| + 16" \| \| \| 9. \| Nelson Oliveira \| Movistar Team \| + 18" \| \| \| 10. \| Romain Grégoire \| Groupama-FDJ \| + 18" \| \| |                       |                            |            |
| |                       |                            |            |
| Källa: ProCyclingStats |                       |                            |            |
| Totaltävlingen |                       |                            |            |
| Cyklist | Cyklist               | Lag                        | Tid        |
| 1. | Mattias Skjelmose     | Lidl-Trek                  | 8t 36' 11" |
| 2. | Juan Ayuso            | UAE Team Emirates          | + 4"       |
| 3. | Kévin Vauquelin       | Arkéa-B&B Hotels           | + 6"       |
| 4. | Maximilian Schachmann | Bora-Hansgrohe             | + 6"       |
| 5. | Brandon McNulty       | UAE Team Emirates          | + 13"      |
| 6. | Bruno Armirail        | Decathlon-AG2R La Mondiale | + 14"      |
| 7. | Peio Bilbao           | Bahrain Victorious         | + 15"      |
| 8. | Paul Lapeira          | Decathlon-AG2R La Mondiale | + 16"      |
| 9. | Nelson Oliveira       | Movistar Team              | + 18"      |
| 10. | Romain Grégoire       | Groupama-FDJ               | + 18"      |

### 5:e etappen
| Vitoria-Gasteiz - Amorebieta-Etxano | Kuperat | (175,9 km) |

| \| Placeringar i etappen \| Placeringar i etappen \| Placeringar i etappen \| Placeringar i etappen \| Placeringar i etappen \| \| Cyklist \| Cyklist \| Lag \| Tid \| \| \| --------------------- \| --------------------- \| ---------------------- \| --------------------- \| --------------------- \| \| 1. \| Romain Grégoire \| Groupama-FDJ \| 3t 43' 28" \| \| \| 2. \| Orluis Aular \| Caja Rural-Seguros RGA \| + 0" \| \| \| 3. \| Maximilian Schachmann \| Bora-Hansgrohe \| + 0" \| \| \| 4. \| Quentin Pacher \| Groupama-FDJ \| + 0" \| \| \| 5. \| Alex Aranburu \| Movistar Team \| + 0" \| \| \| 6. \| Santiago Buitrago \| Bahrain Victorious \| + 0" \| \| \| 7. \| Peio Bilbao \| Bahrain Victorious \| + 0" \| \| \| 8. \| Damien Howson \| Q36.5 Pro Cycling Team \| + 0" \| \| \| 9. \| Samuele Battistella \| Astana Qazaqstan Team \| + 0" \| \| \| 10. \| Carlos Rodríguez \| Ineos Grenadiers \| + 0" \| \| |                       |                        |            |
| |                       |                        |            |
| Källa: ProCyclingStats |                       |                        |            |
| Placeringar i etappen |                       |                        |            |
| Cyklist | Cyklist               | Lag                    | Tid        |
| 1. | Romain Grégoire       | Groupama-FDJ           | 3t 43' 28" |
| 2. | Orluis Aular          | Caja Rural-Seguros RGA | + 0"       |
| 3. | Maximilian Schachmann | Bora-Hansgrohe         | + 0"       |
| 4. | Quentin Pacher        | Groupama-FDJ           | + 0"       |
| 5. | Alex Aranburu         | Movistar Team          | + 0"       |
| 6. | Santiago Buitrago     | Bahrain Victorious     | + 0"       |
| 7. | Peio Bilbao           | Bahrain Victorious     | + 0"       |
| 8. | Damien Howson         | Q36.5 Pro Cycling Team | + 0"       |
| 9. | Samuele Battistella   | Astana Qazaqstan Team  | + 0"       |
| 10. | Carlos Rodríguez      | Ineos Grenadiers       | + 0"       |

| \| Totaltävlingen \| Totaltävlingen \| Totaltävlingen \| Totaltävlingen \| Totaltävlingen \| \| Cyklist \| Cyklist \| Lag \| Tid \| \| \| -------------- \| --------------------- \| -------------------------- \| -------------- \| -------------- \| \| 1. \| Mattias Skjelmose \| Lidl-Trek \| 12t 19' 39" \| \| \| 2. \| Maximilian Schachmann \| Bora-Hansgrohe \| + 2" \| \| \| 3. \| Juan Ayuso \| UAE Team Emirates \| + 4" \| \| \| 4. \| Kévin Vauquelin \| Arkéa-B&B Hotels \| + 6" \| \| \| 5. \| Romain Grégoire \| Groupama-FDJ \| + 8" \| \| \| 6. \| Brandon McNulty \| UAE Team Emirates \| + 13" \| \| \| 7. \| Bruno Armirail \| Decathlon-AG2R La Mondiale \| + 14" \| \| \| 8. \| Peio Bilbao \| Bahrain Victorious \| + 15" \| \| \| 9. \| Alex Aranburu \| Movistar Team \| + 23" \| \| \| 10. \| Jordan Jegat \| TotalEnergies \| + 30" \| \| |                       |                            |             |
| |                       |                            |             |
| Källa: ProCyclingStats |                       |                            |             |
| Totaltävlingen |                       |                            |             |
| Cyklist | Cyklist               | Lag                        | Tid         |
| 1. | Mattias Skjelmose     | Lidl-Trek                  | 12t 19' 39" |
| 2. | Maximilian Schachmann | Bora-Hansgrohe             | + 2"        |
| 3. | Juan Ayuso            | UAE Team Emirates          | + 4"        |
| 4. | Kévin Vauquelin       | Arkéa-B&B Hotels           | + 6"        |
| 5. | Romain Grégoire       | Groupama-FDJ               | + 8"        |
| 6. | Brandon McNulty       | UAE Team Emirates          | + 13"       |
| 7. | Bruno Armirail        | Decathlon-AG2R La Mondiale | + 14"       |
| 8. | Peio Bilbao           | Bahrain Victorious         | + 15"       |
| 9. | Alex Aranburu         | Movistar Team              | + 23"       |
| 10. | Jordan Jegat          | TotalEnergies              | + 30"       |

### 6:e etappen
| Eibar - Eibar | Bergsetapp | (137,8 km) |

| \| Placeringar i etappen \| Placeringar i etappen \| Placeringar i etappen \| Placeringar i etappen \| Placeringar i etappen \| \| Cyklist \| Cyklist \| Lag \| Tid \| \| \| --------------------- \| --------------------- \| ------------------------- \| --------------------- \| --------------------- \| \| 1. \| Carlos Rodríguez \| Ineos Grenadiers \| 3t 37' 13" \| \| \| 2. \| Juan Ayuso \| UAE Team Emirates \| + 0" \| \| \| 3. \| Marc Soler \| UAE Team Emirates \| + 41" \| \| \| 4. \| Mattias Skjelmose \| Lidl-Trek \| + 41" \| \| \| 5. \| Oscar Onley \| Team dsm-firmenich PostNL \| + 41" \| \| \| 6. \| Bauke Mollema \| Lidl-Trek \| + 1' 31" \| \| \| 7. \| Brandon McNulty \| UAE Team Emirates \| + 1' 31" \| \| \| 8. \| Peio Bilbao \| Bahrain Victorious \| + 1' 31" \| \| \| 9. \| Esteban Chaves \| EF Education-EasyPost \| + 1' 33" \| \| \| 10. \| Isaac Del Toro \| UAE Team Emirates \| + 1' 41" \| \| |                   |                           |            |
| |                   |                           |            |
| Källa: ProCyclingStats |                   |                           |            |
| Placeringar i etappen |                   |                           |            |
| Cyklist | Cyklist           | Lag                       | Tid        |
| 1. | Carlos Rodríguez  | Ineos Grenadiers          | 3t 37' 13" |
| 2. | Juan Ayuso        | UAE Team Emirates         | + 0"       |
| 3. | Marc Soler        | UAE Team Emirates         | + 41"      |
| 4. | Mattias Skjelmose | Lidl-Trek                 | + 41"      |
| 5. | Oscar Onley       | Team dsm-firmenich PostNL | + 41"      |
| 6. | Bauke Mollema     | Lidl-Trek                 | + 1' 31"   |
| 7. | Brandon McNulty   | UAE Team Emirates         | + 1' 31"   |
| 8. | Peio Bilbao       | Bahrain Victorious        | + 1' 31"   |
| 9. | Esteban Chaves    | EF Education-EasyPost     | + 1' 33"   |
| 10. | Isaac Del Toro    | UAE Team Emirates         | + 1' 41"   |

## Resultat

### Sammanlagt
| \| Totaltävlingen \| Totaltävlingen \| Totaltävlingen \| Totaltävlingen \| Totaltävlingen \| \| Cyklist \| Cyklist \| Lag \| Tid \| \| \| -------------- \| --------------------- \| -------------------------- \| -------------- \| -------------- \| \| 1. \| Juan Ayuso \| UAE Team Emirates \| 15t 56' 50" \| \| \| 2. \| Carlos Rodríguez \| Ineos Grenadiers \| + 42" \| \| \| 3. \| Mattias Skjelmose \| Lidl-Trek \| + 43" \| \| \| 4. \| Marc Soler \| UAE Team Emirates \| + 1' 23" \| \| \| 5. \| Brandon McNulty \| UAE Team Emirates \| + 1' 46" \| \| \| 6. \| Peio Bilbao \| Bahrain Victorious \| + 1' 48" \| \| \| 7. \| Isaac Del Toro \| UAE Team Emirates \| + 2' 15" \| \| \| 8. \| Kévin Vauquelin \| Arkéa-B&B Hotels \| + 2' 38" \| \| \| 9. \| Ion Izagirre \| Cofidis \| + 3' 06" \| \| \| 10. \| Alex Baudin \| Decathlon-AG2R La Mondiale \| + 3' 07" \| \| \| 11. \| Santiago Buitrago \| Bahrain Victorious \| + 3' 09" \| \| \| 12. \| Jai Hindley \| Bora-Hansgrohe \| + 3' 19" \| \| \| 13. \| Maximilian Schachmann \| Bora-Hansgrohe \| + 3' 40" \| \| \| 14. \| Victor Langellotti \| Burgos-BH \| + 3' 59" \| \| \| 15. \| Alex Aranburu \| Movistar Team \| + 4' 01" \| \| \| 16. \| Esteban Chaves \| EF Education-EasyPost \| + 4' 01" \| \| \| 17. \| Jordan Jegat \| TotalEnergies \| + 4' 08" \| \| \| 18. \| Ethan Hayter \| Ineos Grenadiers \| + 4' 10" \| \| \| 19. \| Oscar Onley \| Team dsm-firmenich PostNL \| + 4' 48" \| \| \| 20. \| Bruno Armirail \| Decathlon-AG2R La Mondiale \| + 5' 32" \| \| \| 21. \| Rigoberto Urán \| EF Education-EasyPost \| + 5' 57" \| \| \| 22. \| Simon Geschke \| Cofidis \| + 6' 14" \| \| \| 23. \| Quentin Pacher \| Groupama-FDJ \| + 6' 17" \| \| \| 24. \| Víctor de la Parte \| Euskaltel-Euskadi \| + 6' 18" \| \| \| 25. \| William Junior Lecerf \| Soudal Quick-Step \| + 6' 31" \| \| |                       |                            |             |
| |                       |                            |             |
| Källa: ProCyclingStats |                       |                            |             |
| Totaltävlingen |                       |                            |             |
| Cyklist | Cyklist               | Lag                        | Tid         |
| 1. | Juan Ayuso            | UAE Team Emirates          | 15t 56' 50" |
| 2. | Carlos Rodríguez      | Ineos Grenadiers           | + 42"       |
| 3. | Mattias Skjelmose     | Lidl-Trek                  | + 43"       |
| 4. | Marc Soler            | UAE Team Emirates          | + 1' 23"    |
| 5. | Brandon McNulty       | UAE Team Emirates          | + 1' 46"    |
| 6. | Peio Bilbao           | Bahrain Victorious         | + 1' 48"    |
| 7. | Isaac Del Toro        | UAE Team Emirates          | + 2' 15"    |
| 8. | Kévin Vauquelin       | Arkéa-B&B Hotels           | + 2' 38"    |
| 9. | Ion Izagirre          | Cofidis                    | + 3' 06"    |
| 10. | Alex Baudin           | Decathlon-AG2R La Mondiale | + 3' 07"    |
| 11. | Santiago Buitrago     | Bahrain Victorious         | + 3' 09"    |
| 12. | Jai Hindley           | Bora-Hansgrohe             | + 3' 19"    |
| 13. | Maximilian Schachmann | Bora-Hansgrohe             | + 3' 40"    |
| 14. | Victor Langellotti    | Burgos-BH                  | + 3' 59"    |
| 15. | Alex Aranburu         | Movistar Team              | + 4' 01"    |
| 16. | Esteban Chaves        | EF Education-EasyPost      | + 4' 01"    |
| 17. | Jordan Jegat          | TotalEnergies              | + 4' 08"    |
| 18. | Ethan Hayter          | Ineos Grenadiers           | + 4' 10"    |
| 19. | Oscar Onley           | Team dsm-firmenich PostNL  | + 4' 48"    |
| 20. | Bruno Armirail        | Decathlon-AG2R La Mondiale | + 5' 32"    |
| 21. | Rigoberto Urán        | EF Education-EasyPost      | + 5' 57"    |
| 22. | Simon Geschke         | Cofidis                    | + 6' 14"    |
| 23. | Quentin Pacher        | Groupama-FDJ               | + 6' 17"    |
| 24. | Víctor de la Parte    | Euskaltel-Euskadi          | + 6' 18"    |
| 25. | William Junior Lecerf | Soudal Quick-Step          | + 6' 31"    |

### Övriga tävlingar
| Poängtävlingen | Poängtävlingen        | Poängtävlingen    | Poängtävlingen | Poängtävlingen |
| Cyklist        | Cyklist               | Lag               | Poäng          |                |
| -------------- | --------------------- | ----------------- | -------------- | -------------- |
| 1.             | Alex Aranburu         | Movistar Team     | 40 poäng       |                |
| 2.             | Juan Ayuso            | UAE Team Emirates | 35 poäng       |                |
| 3.             | Romain Grégoire       | Groupama-FDJ      | 34 poäng       |                |
| 4.             | Carlos Rodríguez      | Ineos Grenadiers  | 31 poäng       |                |
| 5.             | Mattias Skjelmose     | Lidl-Trek         | 30 poäng       |                |
| 6.             | Isaac Del Toro        | UAE Team Emirates | 28 poäng       |                |
| 7.             | Marc Soler            | UAE Team Emirates | 26 poäng       |                |
| 8.             | Maximilian Schachmann | Bora-Hansgrohe    | 24 poäng       |                |
| 9.             | Kévin Vauquelin       | Arkéa-B&B Hotels  | 23 poäng       |                |
| 10.            | Brandon McNulty       | UAE Team Emirates | 21 poäng       |                |

| Poängtävlingen | Poängtävlingen        | Poängtävlingen    | Poängtävlingen | Poängtävlingen |
| Cyklist        | Cyklist               | Lag               | Poäng          |                |
| -------------- | --------------------- | ----------------- | -------------- | -------------- |
| 1.             | Alex Aranburu         | Movistar Team     | 40 poäng       |                |
| 2.             | Juan Ayuso            | UAE Team Emirates | 35 poäng       |                |
| 3.             | Romain Grégoire       | Groupama-FDJ      | 34 poäng       |                |
| 4.             | Carlos Rodríguez      | Ineos Grenadiers  | 31 poäng       |                |
| 5.             | Mattias Skjelmose     | Lidl-Trek         | 30 poäng       |                |
| 6.             | Isaac Del Toro        | UAE Team Emirates | 28 poäng       |                |
| 7.             | Marc Soler            | UAE Team Emirates | 26 poäng       |                |
| 8.             | Maximilian Schachmann | Bora-Hansgrohe    | 24 poäng       |                |
| 9.             | Kévin Vauquelin       | Arkéa-B&B Hotels  | 23 poäng       |                |
| 10.            | Brandon McNulty       | UAE Team Emirates | 21 poäng       |                |

| Bergstävlingen | Bergstävlingen   | Bergstävlingen             | Bergstävlingen | Bergstävlingen |
| Cyklist        | Cyklist          | Lag                        | Poäng          |                |
| -------------- | ---------------- | -------------------------- | -------------- | -------------- |
| 1.             | Sepp Kuss        | Team Visma \| Lease a Bike | 35 poäng       |                |
| 2.             | Louis Meintjes   | Intermarché-Wanty          | 20 poäng       |                |
| 3.             | Isaac Del Toro   | UAE Team Emirates          | 15 poäng       |                |
| 4.             | Rein Taaramäe    | Intermarché-Wanty          | 15 poäng       |                |
| 5.             | Igor Arrieta     | UAE Team Emirates          | 15 poäng       |                |
| 6.             | Oscar Onley      | Team dsm-firmenich PostNL  | 14 poäng       |                |
| 7.             | Marc Soler       | UAE Team Emirates          | 14 poäng       |                |
| 8.             | Esteban Chaves   | EF Education-EasyPost      | 12 poäng       |                |
| 9.             | Alan Jousseaume  | TotalEnergies              | 11 poäng       |                |
| 10.            | Antonio Fagúndez | Burgos-BH                  | 11 poäng       |                |

| Bergstävlingen | Bergstävlingen   | Bergstävlingen             | Bergstävlingen | Bergstävlingen |
| Cyklist        | Cyklist          | Lag                        | Poäng          |                |
| -------------- | ---------------- | -------------------------- | -------------- | -------------- |
| 1.             | Sepp Kuss        | Team Visma \| Lease a Bike | 35 poäng       |                |
| 2.             | Louis Meintjes   | Intermarché-Wanty          | 20 poäng       |                |
| 3.             | Isaac Del Toro   | UAE Team Emirates          | 15 poäng       |                |
| 4.             | Rein Taaramäe    | Intermarché-Wanty          | 15 poäng       |                |
| 5.             | Igor Arrieta     | UAE Team Emirates          | 15 poäng       |                |
| 6.             | Oscar Onley      | Team dsm-firmenich PostNL  | 14 poäng       |                |
| 7.             | Marc Soler       | UAE Team Emirates          | 14 poäng       |                |
| 8.             | Esteban Chaves   | EF Education-EasyPost      | 12 poäng       |                |
| 9.             | Alan Jousseaume  | TotalEnergies              | 11 poäng       |                |
| 10.            | Antonio Fagúndez | Burgos-BH                  | 11 poäng       |                |

| Ungdomstävlingen | Ungdomstävlingen       | Ungdomstävlingen           | Ungdomstävlingen | Ungdomstävlingen |
| Cyklist          | Cyklist                | Lag                        | Tid              |                  |
| ---------------- | ---------------------- | -------------------------- | ---------------- | ---------------- |
| 1.               | Juan Ayuso             | UAE Team Emirates          | 15t 56' 50"      |                  |
| 2.               | Isaac Del Toro         | UAE Team Emirates          | + 2' 15"         |                  |
| 3.               | Oscar Onley            | Team dsm-firmenich PostNL  | + 4' 48"         |                  |
| 4.               | William Junior Lecerf  | Soudal Quick-Step          | + 6' 31"         |                  |
| 5.               | Romain Grégoire        | Groupama-FDJ               | + 9' 39"         |                  |
| 6.               | Gianmarco Garofoli     | Astana Qazaqstan Team      | + 12' 42"        |                  |
| 7.               | Johannes Staune-Mittet | Team Visma \| Lease a Bike | + 13' 52"        |                  |
| 8.               | Igor Arrieta           | UAE Team Emirates          | + 17' 14"        |                  |
| 9.               | Alexy Faure Prost      | Intermarché-Wanty          | + 25' 04"        |                  |
| 10.              | Iker Mintegi           | Euskaltel-Euskadi          | + 28' 11"        |                  |

| Ungdomstävlingen | Ungdomstävlingen       | Ungdomstävlingen           | Ungdomstävlingen | Ungdomstävlingen |
| Cyklist          | Cyklist                | Lag                        | Tid              |                  |
| ---------------- | ---------------------- | -------------------------- | ---------------- | ---------------- |
| 1.               | Juan Ayuso             | UAE Team Emirates          | 15t 56' 50"      |                  |
| 2.               | Isaac Del Toro         | UAE Team Emirates          | + 2' 15"         |                  |
| 3.               | Oscar Onley            | Team dsm-firmenich PostNL  | + 4' 48"         |                  |
| 4.               | William Junior Lecerf  | Soudal Quick-Step          | + 6' 31"         |                  |
| 5.               | Romain Grégoire        | Groupama-FDJ               | + 9' 39"         |                  |
| 6.               | Gianmarco Garofoli     | Astana Qazaqstan Team      | + 12' 42"        |                  |
| 7.               | Johannes Staune-Mittet | Team Visma \| Lease a Bike | + 13' 52"        |                  |
| 8.               | Igor Arrieta           | UAE Team Emirates          | + 17' 14"        |                  |
| 9.               | Alexy Faure Prost      | Intermarché-Wanty          | + 25' 04"        |                  |
| 10.              | Iker Mintegi           | Euskaltel-Euskadi          | + 28' 11"        |                  |

| Lagtävlingen | Lagtävlingen               | Lagtävlingen | Lagtävlingen |
| Lag          | Lag                        | Tid          |              |
| ------------ | -------------------------- | ------------ | ------------ |
| 1.           | UAE Team Emirates          | 47t 53' 27"  |              |
| 2.           | Bahrain Victorious         | + 8' 30"     |              |
| 3.           | Ineos Grenadiers           | + 8' 36"     |              |
| 4.           | EF Education-EasyPost      | + 9' 43"     |              |
| 5.           | Bora-Hansgrohe             | + 9' 53"     |              |
| 6.           | Lidl-Trek                  | + 9' 56"     |              |
| 7.           | Movistar Team              | + 13' 49"    |              |
| 8.           | Team Visma \| Lease a Bike | + 17' 02"    |              |
| 9.           | Decathlon-AG2R La Mondiale | + 17' 59"    |              |
| 10.          | Team dsm-firmenich PostNL  | + 18' 48"    |              |

| Lagtävlingen | Lagtävlingen               | Lagtävlingen | Lagtävlingen |
| Lag          | Lag                        | Tid          |              |
| ------------ | -------------------------- | ------------ | ------------ |
| 1.           | UAE Team Emirates          | 47t 53' 27"  |              |
| 2.           | Bahrain Victorious         | + 8' 30"     |              |
| 3.           | Ineos Grenadiers           | + 8' 36"     |              |
| 4.           | EF Education-EasyPost      | + 9' 43"     |              |
| 5.           | Bora-Hansgrohe             | + 9' 53"     |              |
| 6.           | Lidl-Trek                  | + 9' 56"     |              |
| 7.           | Movistar Team              | + 13' 49"    |              |
| 8.           | Team Visma \| Lease a Bike | + 17' 02"    |              |
| 9.           | Decathlon-AG2R La Mondiale | + 17' 59"    |              |
| 10.          | Team dsm-firmenich PostNL  | + 18' 48"    |              |

## Startlista
| Team Visma \| Lease a Bike TVL | Team Visma \| Lease a Bike TVL | Team Visma \| Lease a Bike TVL |
| ------------------------------ | ------------------------------ | ------------------------------ |
| #                              | Cyklist                        | Placering                      |
| 1                              | Jonas Vingegaard (DEN)         | DNF-4                          |
| 2                              | Steven Kruijswijk (NED)        | 58.                            |
| 3                              | Sepp Kuss (USA)                | 41.                            |
| 4                              | Loe van Belle (NED)            | DNS-6                          |
| 5                              | Johannes Staune-Mittet (NOR)   | 53.                            |
| 6                              | Ben Tulett (GBR)               | DNS-3                          |
| 7                              | Milan Vader (NED)              | 72.                            |

| Soudal Quick-Step SOQ | Soudal Quick-Step SOQ                          | Soudal Quick-Step SOQ |
| --------------------- | ---------------------------------------------- | --------------------- |
| #                     | Cyklist                                        | Placering             |
| 11                    | Remco Evenepoel (BEL) (landsväg och tempolopp) | DNF-4                 |
| 12                    | Gil Gelders (BEL)                              | DNF-5                 |
| 13                    | James Knox (GBR)                               | DNF-6                 |
| 14                    | Mikel Landa (ESP)                              | DNF-5                 |
| 15                    | William Junior Lecerf (BEL)                    | 25.                   |
| 16                    | Pieter Serry (BEL)                             | DNF-6                 |
| 17                    | Louis Vervaeke (BEL)                           | DNF-6                 |

| Movistar Team MOV | Movistar Team MOV                  | Movistar Team MOV |
| ----------------- | ---------------------------------- | ----------------- |
| #                 | Cyklist                            | Placering         |
| 21                | Alex Aranburu (ESP)                | 15.               |
| 22                | Jon Barrenetxea (ESP)              | 67.               |
| 23                | Davide Formolo (ITA)               | 45.               |
| 24                | Pelayo Sánchez (ESP)               | DNF-5             |
| 25                | Gregor Mühlberger (AUT) (landsväg) | 54.               |
| 26                | Nelson Oliveira (POR)              | 34.               |
| 27                | Gonzalo Serrano (ESP)              | DNF-5             |

| Bora-Hansgrohe BOH | Bora-Hansgrohe BOH                | Bora-Hansgrohe BOH |
| ------------------ | --------------------------------- | ------------------ |
| #                  | Cyklist                           | Placering          |
| 31                 | Primož Roglič (SLO)               | DNF-4              |
| 32                 | Roger Adrià (ESP)                 | DNF-6              |
| 33                 | Emanuel Buchmann (GER) (landsväg) | 32.                |
| 34                 | Jai Hindley (AUS)                 | 12.                |
| 35                 | Bob Jungels (LUX)                 | 91.                |
| 36                 | Maximilian Schachmann (GER)       | 13.                |
| 37                 | Matteo Sobrero (ITA)              | DNF-6              |

| EF Education-EasyPost EFE | EF Education-EasyPost EFE        | EF Education-EasyPost EFE |
| ------------------------- | -------------------------------- | ------------------------- |
| #                         | Cyklist                          | Placering                 |
| 41                        | Rigoberto Urán (COL)             | 21.                       |
| 42                        | Jefferson Alexander Cepeda (ECU) | 44.                       |
| 43                        | Esteban Chaves (COL)             | 16.                       |
| 44                        | Sean Quinn (USA)                 | DNF-4                     |
| 45                        | Archie Ryan (IRL)                | 39.                       |
| 46                        | James Shaw (GBR)                 | 50.                       |
| 47                        | Markel Beloki (ESP)              | 89.                       |

| Arkéa-B&B Hotels ARK | Arkéa-B&B Hotels ARK      | Arkéa-B&B Hotels ARK |
| -------------------- | ------------------------- | -------------------- |
| #                    | Cyklist                   | Placering            |
| 51                   | Clément Champoussin (FRA) | 57.                  |
| 52                   | Élie Gesbert (FRA)        | DNF-4                |
| 53                   | Alessandro Verre (ITA)    | 79.                  |
| 54                   | Anthony Delaplace (FRA)   | 69.                  |
| 55                   | Laurens Huys (BEL)        | 106.                 |
| 56                   | Łukasz Owsian (POL)       | DNS-4                |
| 57                   | Kévin Vauquelin (FRA)     | 8.                   |

| Team Jayco AlUla JAY | Team Jayco AlUla JAY          | Team Jayco AlUla JAY |
| -------------------- | ----------------------------- | -------------------- |
| #                    | Cyklist                       | Placering            |
| 61                   | Lucas Hamilton (AUS)          | 33.                  |
| 62                   | Davide De Pretto (ITA)        | DNS-6                |
| 63                   | Edward Dunbar (IRL)           | 35.                  |
| 64                   | Felix Engelhardt (GER)        | DNF-6                |
| 65                   | Rudy Porter (AUS)             | 51.                  |
| 66                   | Christopher Juul-Jensen (DEN) | 78.                  |
| 67                   | Mauro Schmid (SUI)            | DNF-6                |

| Lidl-Trek LTK | Lidl-Trek LTK                      | Lidl-Trek LTK |
| ------------- | ---------------------------------- | ------------- |
| #             | Cyklist                            | Placering     |
| 71            | Mattias Skjelmose (DEN) (landsväg) | 3.            |
| 72            | Andrea Bagioli (ITA)               | DNF-6         |
| 73            | Julien Bernard (FRA)               | DNF-6         |
| 74            | Fabio Felline (ITA)                | DNF-6         |
| 75            | Tao Geoghegan Hart (GBR)           | 43.           |
| 76            | Bauke Mollema (NED)                | 27.           |
| 77            | Natnael Tesfatsion (ERI)           | DNF-4         |

| Groupama-FDJ GFC | Groupama-FDJ GFC      | Groupama-FDJ GFC |
| ---------------- | --------------------- | ---------------- |
| #                | Cyklist               | Placering        |
| 81               | David Gaudu (FRA)     | DNS-3            |
| 82               | Lorenzo Germani (ITA) | 101.             |
| 83               | Romain Grégoire (FRA) | 38.              |
| 84               | Quentin Pacher (FRA)  | 23.              |
| 85               | Rémy Rochas (FRA)     | 70.              |
| 86               | Clément Russo (FRA)   | DNF-6            |
| 87               | Reuben Thompson (NZL) | 88.              |

| Cofidis COF | Cofidis COF           | Cofidis COF |
| ----------- | --------------------- | ----------- |
| #           | Cyklist               | Placering   |
| 91          | Ion Izagirre (ESP)    | 9.          |
| 92          | Thomas Champion (FRA) | 93.         |
| 93          | Simon Geschke (GER)   | 22.         |
| 94          | Gorka Izagirre (ESP)  | DNF-6       |
| 95          | Jonathan Lastra (ESP) | DNF-4       |
| 96          | Stefano Oldani (ITA)  | DNS-4       |
| 97          | Harrison Wood (GBR)   | 87.         |

| UAE Team Emirates UAD | UAE Team Emirates UAD             | UAE Team Emirates UAD |
| --------------------- | --------------------------------- | --------------------- |
| #                     | Cyklist                           | Placering             |
| 101                   | Juan Ayuso (ESP)                  | 1.                    |
| 102                   | Igor Arrieta (ESP)                | 61.                   |
| 103                   | Sjoerd Bax (NED)                  | 81.                   |
| 104                   | Isaac Del Toro (MEX)              | 7.                    |
| 105                   | Brandon McNulty (USA) (tempolopp) | 5.                    |
| 106                   | Marc Soler (ESP)                  | 4.                    |
| 107                   | Jay Vine (AUS)                    | DNF-4                 |

| Bahrain Victorious TBV | Bahrain Victorious TBV      | Bahrain Victorious TBV |
| ---------------------- | --------------------------- | ---------------------- |
| #                      | Cyklist                     | Placering              |
| 111                    | Peio Bilbao (ESP)           | 6.                     |
| 112                    | Yukiya Arashiro (JPN)       | DNF-6                  |
| 113                    | Nikias Arndt (GER)          | DNF-6                  |
| 114                    | Santiago Buitrago (COL)     | 11.                    |
| 115                    | Johan Price-Pejtersen (DEN) | DNF-5                  |
| 116                    | Jasha Sütterlin (GER)       | 94.                    |
| 117                    | Edoardo Zambanini (ITA)     | 30.                    |

| Intermarché-Wanty IWA | Intermarché-Wanty IWA           | Intermarché-Wanty IWA |
| --------------------- | ------------------------------- | --------------------- |
| #                     | Cyklist                         | Placering             |
| 121                   | Louis Meintjes (RSA)            | 40.                   |
| 122                   | Vito Braet (BEL)                | DNS-6                 |
| 123                   | Alexy Faure Prost (FRA)         | 77.                   |
| 124                   | Tom Paquot (BEL)                | DNF-6                 |
| 125                   | Kevin Colleoni (ITA)            | 64.                   |
| 126                   | Lorenzo Rota (ITA)              | DNF-6                 |
| 127                   | Rein Taaramäe (EST) (tempolopp) | 73.                   |

| Astana Qazaqstan Team AST | Astana Qazaqstan Team AST         | Astana Qazaqstan Team AST |
| ------------------------- | --------------------------------- | ------------------------- |
| #                         | Cyklist                           | Placering                 |
| 131                       | Samuele Battistella (ITA)         | DNF-6                     |
| 132                       | Gleb Brussenskiy (KAZ) (landsväg) | DNF-2                     |
| 133                       | Igor Chzhan (KAZ)                 | DNF-6                     |
| 134                       | Gianmarco Garofoli (ITA)          | 47.                       |
| 135                       | Harold Martín López (ECU)         | 74.                       |
| 136                       | Ide Schelling (NED)               | DNS-4                     |
| 137                       | Anton Kuzmin (KAZ)                | DNF-6                     |

| TotalEnergies TEN | TotalEnergies TEN        | TotalEnergies TEN |
| ----------------- | ------------------------ | ----------------- |
| #                 | Cyklist                  | Placering         |
| 141               | Mathieu Burgaudeau (FRA) | 100.              |
| 142               | Steff Cras (BEL)         | DNF-4             |
| 143               | Fabien Doubey (FRA)      | 80.               |
| 144               | Jordan Jegat (FRA)       | 17.               |
| 145               | Alan Jousseaume (FRA)    | 90.               |
| 146               | Fabien Grellier (FRA)    | 103.              |
| 147               | Alexis Vuillermoz (FRA)  | 75.               |

| Team dsm-firmenich PostNL DFP | Team dsm-firmenich PostNL DFP  | Team dsm-firmenich PostNL DFP |
| ----------------------------- | ------------------------------ | ----------------------------- |
| #                             | Cyklist                        | Placering                     |
| 151                           | Warren Barguil (FRA)           | 48.                           |
| 152                           | Romain Combaud (FRA)           | 95.                           |
| 153                           | Gijs Leemreize (NED)           | 31.                           |
| 154                           | Enzo Leijnse (NED)             | 109.                          |
| 155                           | Oscar Onley (GBR)              | 19.                           |
| 156                           | Martijn Tusveld (NED)          | 68.                           |
| 157                           | Emīls Liepiņš (LAT) (landsväg) | DNS-5                         |

| Ineos Grenadiers IGD | Ineos Grenadiers IGD                   | Ineos Grenadiers IGD |
| -------------------- | -------------------------------------- | -------------------- |
| #                    | Cyklist                                | Placering            |
| 161                  | Carlos Rodríguez (ESP)                 | 2.                   |
| 162                  | Jonathan Castroviejo (ESP) (tempolopp) | 55.                  |
| 163                  | Omar Fraile (ESP)                      | DNF-4                |
| 164                  | Ethan Hayter (GBR)                     | 18.                  |
| 165                  | Michał Kwiatkowski (POL) (tempolopp)   | DNF-6                |
| 166                  | Tom Pidcock (GBR)                      | DNS-1                |
| 167                  | Brandon Rivera (COL)                   | 26.                  |

| Euskaltel-Euskadi EUS | Euskaltel-Euskadi EUS    | Euskaltel-Euskadi EUS |
| --------------------- | ------------------------ | --------------------- |
| #                     | Cyklist                  | Placering             |
| 171                   | Gotzon Martín (ESP)      | 84.                   |
| 172                   | Iker Mintegi (ESP)       | 83.                   |
| 173                   | Víctor de la Parte (ESP) | 24.                   |
| 174                   | Xabier Berasategi (ESP)  | 76.                   |
| 175                   | Txomin Juaristi (ESP)    | 62.                   |
| 176                   | James Fouché (NZL)       | 107.                  |
| 177                   | Enekoitz Azparren (ESP)  | 85.                   |

| Decathlon-AG2R La Mondiale DAT | Decathlon-AG2R La Mondiale DAT | Decathlon-AG2R La Mondiale DAT |
| ------------------------------ | ------------------------------ | ------------------------------ |
| #                              | Cyklist                        | Placering                      |
| 181                            | Felix Gall (AUT)               | DNF-6                          |
| 182                            | Bruno Armirail (FRA)           | 20.                            |
| 183                            | Alex Baudin (FRA)              | 10.                            |
| 184                            | Jaakko Hänninen (FIN)          | 82.                            |
| 185                            | Valentin Retailleau (FRA)      | DNF-6                          |
| 186                            | Paul Lapeira (FRA)             | DNF-6                          |
| 187                            | Nans Peters (FRA)              | 86.                            |

| Equipo Kern Pharma EKP | Equipo Kern Pharma EKP | Equipo Kern Pharma EKP |
| ---------------------- | ---------------------- | ---------------------- |
| #                      | Cyklist                | Placering              |
| 191                    | Unai Iribar (ESP)      | 71.                    |
| 192                    | Pablo Castrillo (ESP)  | DNF-6                  |
| 193                    | Iván Cobo (ESP)        | 108.                   |
| 194                    | Jon Agirre (ESP)       | DNF-6                  |
| 195                    | Mikel Retegi (ESP)     | 104.                   |
| 196                    | Pau Miquel (ESP)       | DNF-4                  |
| 197                    | Ibon Ruiz (ESP)        | 29.                    |

| Alpecin-Deceuninck ADC | Alpecin-Deceuninck ADC | Alpecin-Deceuninck ADC |
| ---------------------- | ---------------------- | ---------------------- |
| #                      | Cyklist                | Placering              |
| 201                    | Nicola Conci (ITA)     | 46.                    |
| 202                    | Quinten Hermans (BEL)  | DNS-6                  |
| 203                    | Jimmy Janssens (BEL)   | 63.                    |
| 204                    | Juri Hollmann (GER)    | DNS-6                  |
| 205                    | Jason Osborne (GER)    | 56.                    |
| 206                    | Stan Van Tricht (BEL)  | 102.                   |
| 207                    | Luca Vergallito (ITA)  | 28.                    |

| Caja Rural-Seguros RGA CJR | Caja Rural-Seguros RGA CJR                  | Caja Rural-Seguros RGA CJR |
| -------------------------- | ------------------------------------------- | -------------------------- |
| #                          | Cyklist                                     | Placering                  |
| 211                        | Orluis Aular (VEN) (landsväg och tempolopp) | 42.                        |
| 212                        | Sebastian Berwick (AUS)                     | DNS-5                      |
| 213                        | Joseba López (ESP)                          | 99.                        |
| 214                        | Joel Nicolau (ESP)                          | 49.                        |
| 215                        | Eduard Prades (ESP)                         | DNF-6                      |
| 216                        | Thomas Silva (URU)                          | DNS-6                      |
| 217                        | Gorka Sorarrain (ESP)                       | 98.                        |

| Burgos-BH BBH | Burgos-BH BBH                  | Burgos-BH BBH |
| ------------- | ------------------------------ | ------------- |
| #             | Cyklist                        | Placering     |
| 221           | José Manuel Díaz Gallego (ESP) | 36.           |
| 222           | Victor Langellotti (MON)       | 14.           |
| 223           | Karel Vacek (CZE)              | DNF-6         |
| 224           | Jesús Ezquerra (ESP)           | 66.           |
| 225           | Aaron Gate (NZL) (landsväg)    | 92.           |
| 226           | Antonio Fagúndez (URU)         | 52.           |
| 227           | Jetse Bol (NED)                | 96.           |

| Q36.5 Pro Cycling Team Q36 | Q36.5 Pro Cycling Team Q36 | Q36.5 Pro Cycling Team Q36 |
| -------------------------- | -------------------------- | -------------------------- |
| #                          | Cyklist                    | Placering                  |
| 231                        | Xabier Azparren (ESP)      | 105.                       |
| 232                        | Matteo Badilatti (SUI)     | DNF-6                      |
| 233                        | Filippo Conca (ITA)        | 97.                        |
| 234                        | David de la Cruz (ESP)     | 60.                        |
| 235                        | Mark Donovan (GBR)         | 37.                        |
| 236                        | Carl Fredrik Hagen (NOR)   | 65.                        |
| 237                        | Damien Howson (AUS)        | 59.                        |

| Team Visma \| Lease a Bike TVL | Team Visma \| Lease a Bike TVL | Team Visma \| Lease a Bike TVL |
| ------------------------------ | ------------------------------ | ------------------------------ |
| #                              | Cyklist                        | Placering                      |
| 1                              | Jonas Vingegaard (DEN)         | DNF-4                          |
| 2                              | Steven Kruijswijk (NED)        | 58.                            |
| 3                              | Sepp Kuss (USA)                | 41.                            |
| 4                              | Loe van Belle (NED)            | DNS-6                          |
| 5                              | Johannes Staune-Mittet (NOR)   | 53.                            |
| 6                              | Ben Tulett (GBR)               | DNS-3                          |
| 7                              | Milan Vader (NED)              | 72.                            |

| Soudal Quick-Step SOQ | Soudal Quick-Step SOQ                          | Soudal Quick-Step SOQ |
| --------------------- | ---------------------------------------------- | --------------------- |
| #                     | Cyklist                                        | Placering             |
| 11                    | Remco Evenepoel (BEL) (landsväg och tempolopp) | DNF-4                 |
| 12                    | Gil Gelders (BEL)                              | DNF-5                 |
| 13                    | James Knox (GBR)                               | DNF-6                 |
| 14                    | Mikel Landa (ESP)                              | DNF-5                 |
| 15                    | William Junior Lecerf (BEL)                    | 25.                   |
| 16                    | Pieter Serry (BEL)                             | DNF-6                 |
| 17                    | Louis Vervaeke (BEL)                           | DNF-6                 |

| Movistar Team MOV | Movistar Team MOV                  | Movistar Team MOV |
| ----------------- | ---------------------------------- | ----------------- |
| #                 | Cyklist                            | Placering         |
| 21                | Alex Aranburu (ESP)                | 15.               |
| 22                | Jon Barrenetxea (ESP)              | 67.               |
| 23                | Davide Formolo (ITA)               | 45.               |
| 24                | Pelayo Sánchez (ESP)               | DNF-5             |
| 25                | Gregor Mühlberger (AUT) (landsväg) | 54.               |
| 26                | Nelson Oliveira (POR)              | 34.               |
| 27                | Gonzalo Serrano (ESP)              | DNF-5             |

| Bora-Hansgrohe BOH | Bora-Hansgrohe BOH                | Bora-Hansgrohe BOH |
| ------------------ | --------------------------------- | ------------------ |
| #                  | Cyklist                           | Placering          |
| 31                 | Primož Roglič (SLO)               | DNF-4              |
| 32                 | Roger Adrià (ESP)                 | DNF-6              |
| 33                 | Emanuel Buchmann (GER) (landsväg) | 32.                |
| 34                 | Jai Hindley (AUS)                 | 12.                |
| 35                 | Bob Jungels (LUX)                 | 91.                |
| 36                 | Maximilian Schachmann (GER)       | 13.                |
| 37                 | Matteo Sobrero (ITA)              | DNF-6              |

| EF Education-EasyPost EFE | EF Education-EasyPost EFE        | EF Education-EasyPost EFE |
| ------------------------- | -------------------------------- | ------------------------- |
| #                         | Cyklist                          | Placering                 |
| 41                        | Rigoberto Urán (COL)             | 21.                       |
| 42                        | Jefferson Alexander Cepeda (ECU) | 44.                       |
| 43                        | Esteban Chaves (COL)             | 16.                       |
| 44                        | Sean Quinn (USA)                 | DNF-4                     |
| 45                        | Archie Ryan (IRL)                | 39.                       |
| 46                        | James Shaw (GBR)                 | 50.                       |
| 47                        | Markel Beloki (ESP)              | 89.                       |

| Arkéa-B&B Hotels ARK | Arkéa-B&B Hotels ARK      | Arkéa-B&B Hotels ARK |
| -------------------- | ------------------------- | -------------------- |
| #                    | Cyklist                   | Placering            |
| 51                   | Clément Champoussin (FRA) | 57.                  |
| 52                   | Élie Gesbert (FRA)        | DNF-4                |
| 53                   | Alessandro Verre (ITA)    | 79.                  |
| 54                   | Anthony Delaplace (FRA)   | 69.                  |
| 55                   | Laurens Huys (BEL)        | 106.                 |
| 56                   | Łukasz Owsian (POL)       | DNS-4                |
| 57                   | Kévin Vauquelin (FRA)     | 8.                   |

| Team Jayco AlUla JAY | Team Jayco AlUla JAY          | Team Jayco AlUla JAY |
| -------------------- | ----------------------------- | -------------------- |
| #                    | Cyklist                       | Placering            |
| 61                   | Lucas Hamilton (AUS)          | 33.                  |
| 62                   | Davide De Pretto (ITA)        | DNS-6                |
| 63                   | Edward Dunbar (IRL)           | 35.                  |
| 64                   | Felix Engelhardt (GER)        | DNF-6                |
| 65                   | Rudy Porter (AUS)             | 51.                  |
| 66                   | Christopher Juul-Jensen (DEN) | 78.                  |
| 67                   | Mauro Schmid (SUI)            | DNF-6                |

| Lidl-Trek LTK | Lidl-Trek LTK                      | Lidl-Trek LTK |
| ------------- | ---------------------------------- | ------------- |
| #             | Cyklist                            | Placering     |
| 71            | Mattias Skjelmose (DEN) (landsväg) | 3.            |
| 72            | Andrea Bagioli (ITA)               | DNF-6         |
| 73            | Julien Bernard (FRA)               | DNF-6         |
| 74            | Fabio Felline (ITA)                | DNF-6         |
| 75            | Tao Geoghegan Hart (GBR)           | 43.           |
| 76            | Bauke Mollema (NED)                | 27.           |
| 77            | Natnael Tesfatsion (ERI)           | DNF-4         |

| Groupama-FDJ GFC | Groupama-FDJ GFC      | Groupama-FDJ GFC |
| ---------------- | --------------------- | ---------------- |
| #                | Cyklist               | Placering        |
| 81               | David Gaudu (FRA)     | DNS-3            |
| 82               | Lorenzo Germani (ITA) | 101.             |
| 83               | Romain Grégoire (FRA) | 38.              |
| 84               | Quentin Pacher (FRA)  | 23.              |
| 85               | Rémy Rochas (FRA)     | 70.              |
| 86               | Clément Russo (FRA)   | DNF-6            |
| 87               | Reuben Thompson (NZL) | 88.              |

| Cofidis COF | Cofidis COF           | Cofidis COF |
| ----------- | --------------------- | ----------- |
| #           | Cyklist               | Placering   |
| 91          | Ion Izagirre (ESP)    | 9.          |
| 92          | Thomas Champion (FRA) | 93.         |
| 93          | Simon Geschke (GER)   | 22.         |
| 94          | Gorka Izagirre (ESP)  | DNF-6       |
| 95          | Jonathan Lastra (ESP) | DNF-4       |
| 96          | Stefano Oldani (ITA)  | DNS-4       |
| 97          | Harrison Wood (GBR)   | 87.         |

| UAE Team Emirates UAD | UAE Team Emirates UAD             | UAE Team Emirates UAD |
| --------------------- | --------------------------------- | --------------------- |
| #                     | Cyklist                           | Placering             |
| 101                   | Juan Ayuso (ESP)                  | 1.                    |
| 102                   | Igor Arrieta (ESP)                | 61.                   |
| 103                   | Sjoerd Bax (NED)                  | 81.                   |
| 104                   | Isaac Del Toro (MEX)              | 7.                    |
| 105                   | Brandon McNulty (USA) (tempolopp) | 5.                    |
| 106                   | Marc Soler (ESP)                  | 4.                    |
| 107                   | Jay Vine (AUS)                    | DNF-4                 |

| Bahrain Victorious TBV | Bahrain Victorious TBV      | Bahrain Victorious TBV |
| ---------------------- | --------------------------- | ---------------------- |
| #                      | Cyklist                     | Placering              |
| 111                    | Peio Bilbao (ESP)           | 6.                     |
| 112                    | Yukiya Arashiro (JPN)       | DNF-6                  |
| 113                    | Nikias Arndt (GER)          | DNF-6                  |
| 114                    | Santiago Buitrago (COL)     | 11.                    |
| 115                    | Johan Price-Pejtersen (DEN) | DNF-5                  |
| 116                    | Jasha Sütterlin (GER)       | 94.                    |
| 117                    | Edoardo Zambanini (ITA)     | 30.                    |

| Intermarché-Wanty IWA | Intermarché-Wanty IWA           | Intermarché-Wanty IWA |
| --------------------- | ------------------------------- | --------------------- |
| #                     | Cyklist                         | Placering             |
| 121                   | Louis Meintjes (RSA)            | 40.                   |
| 122                   | Vito Braet (BEL)                | DNS-6                 |
| 123                   | Alexy Faure Prost (FRA)         | 77.                   |
| 124                   | Tom Paquot (BEL)                | DNF-6                 |
| 125                   | Kevin Colleoni (ITA)            | 64.                   |
| 126                   | Lorenzo Rota (ITA)              | DNF-6                 |
| 127                   | Rein Taaramäe (EST) (tempolopp) | 73.                   |

| Astana Qazaqstan Team AST | Astana Qazaqstan Team AST         | Astana Qazaqstan Team AST |
| ------------------------- | --------------------------------- | ------------------------- |
| #                         | Cyklist                           | Placering                 |
| 131                       | Samuele Battistella (ITA)         | DNF-6                     |
| 132                       | Gleb Brussenskiy (KAZ) (landsväg) | DNF-2                     |
| 133                       | Igor Chzhan (KAZ)                 | DNF-6                     |
| 134                       | Gianmarco Garofoli (ITA)          | 47.                       |
| 135                       | Harold Martín López (ECU)         | 74.                       |
| 136                       | Ide Schelling (NED)               | DNS-4                     |
| 137                       | Anton Kuzmin (KAZ)                | DNF-6                     |

| TotalEnergies TEN | TotalEnergies TEN        | TotalEnergies TEN |
| ----------------- | ------------------------ | ----------------- |
| #                 | Cyklist                  | Placering         |
| 141               | Mathieu Burgaudeau (FRA) | 100.              |
| 142               | Steff Cras (BEL)         | DNF-4             |
| 143               | Fabien Doubey (FRA)      | 80.               |
| 144               | Jordan Jegat (FRA)       | 17.               |
| 145               | Alan Jousseaume (FRA)    | 90.               |
| 146               | Fabien Grellier (FRA)    | 103.              |
| 147               | Alexis Vuillermoz (FRA)  | 75.               |

| Team dsm-firmenich PostNL DFP | Team dsm-firmenich PostNL DFP  | Team dsm-firmenich PostNL DFP |
| ----------------------------- | ------------------------------ | ----------------------------- |
| #                             | Cyklist                        | Placering                     |
| 151                           | Warren Barguil (FRA)           | 48.                           |
| 152                           | Romain Combaud (FRA)           | 95.                           |
| 153                           | Gijs Leemreize (NED)           | 31.                           |
| 154                           | Enzo Leijnse (NED)             | 109.                          |
| 155                           | Oscar Onley (GBR)              | 19.                           |
| 156                           | Martijn Tusveld (NED)          | 68.                           |
| 157                           | Emīls Liepiņš (LAT) (landsväg) | DNS-5                         |

| Ineos Grenadiers IGD | Ineos Grenadiers IGD                   | Ineos Grenadiers IGD |
| -------------------- | -------------------------------------- | -------------------- |
| #                    | Cyklist                                | Placering            |
| 161                  | Carlos Rodríguez (ESP)                 | 2.                   |
| 162                  | Jonathan Castroviejo (ESP) (tempolopp) | 55.                  |
| 163                  | Omar Fraile (ESP)                      | DNF-4                |
| 164                  | Ethan Hayter (GBR)                     | 18.                  |
| 165                  | Michał Kwiatkowski (POL) (tempolopp)   | DNF-6                |
| 166                  | Tom Pidcock (GBR)                      | DNS-1                |
| 167                  | Brandon Rivera (COL)                   | 26.                  |

| Euskaltel-Euskadi EUS | Euskaltel-Euskadi EUS    | Euskaltel-Euskadi EUS |
| --------------------- | ------------------------ | --------------------- |
| #                     | Cyklist                  | Placering             |
| 171                   | Gotzon Martín (ESP)      | 84.                   |
| 172                   | Iker Mintegi (ESP)       | 83.                   |
| 173                   | Víctor de la Parte (ESP) | 24.                   |
| 174                   | Xabier Berasategi (ESP)  | 76.                   |
| 175                   | Txomin Juaristi (ESP)    | 62.                   |
| 176                   | James Fouché (NZL)       | 107.                  |
| 177                   | Enekoitz Azparren (ESP)  | 85.                   |

| Decathlon-AG2R La Mondiale DAT | Decathlon-AG2R La Mondiale DAT | Decathlon-AG2R La Mondiale DAT |
| ------------------------------ | ------------------------------ | ------------------------------ |
| #                              | Cyklist                        | Placering                      |
| 181                            | Felix Gall (AUT)               | DNF-6                          |
| 182                            | Bruno Armirail (FRA)           | 20.                            |
| 183                            | Alex Baudin (FRA)              | 10.                            |
| 184                            | Jaakko Hänninen (FIN)          | 82.                            |
| 185                            | Valentin Retailleau (FRA)      | DNF-6                          |
| 186                            | Paul Lapeira (FRA)             | DNF-6                          |
| 187                            | Nans Peters (FRA)              | 86.                            |

| Equipo Kern Pharma EKP | Equipo Kern Pharma EKP | Equipo Kern Pharma EKP |
| ---------------------- | ---------------------- | ---------------------- |
| #                      | Cyklist                | Placering              |
| 191                    | Unai Iribar (ESP)      | 71.                    |
| 192                    | Pablo Castrillo (ESP)  | DNF-6                  |
| 193                    | Iván Cobo (ESP)        | 108.                   |
| 194                    | Jon Agirre (ESP)       | DNF-6                  |
| 195                    | Mikel Retegi (ESP)     | 104.                   |
| 196                    | Pau Miquel (ESP)       | DNF-4                  |
| 197                    | Ibon Ruiz (ESP)        | 29.                    |

| Alpecin-Deceuninck ADC | Alpecin-Deceuninck ADC | Alpecin-Deceuninck ADC |
| ---------------------- | ---------------------- | ---------------------- |
| #                      | Cyklist                | Placering              |
| 201                    | Nicola Conci (ITA)     | 46.                    |
| 202                    | Quinten Hermans (BEL)  | DNS-6                  |
| 203                    | Jimmy Janssens (BEL)   | 63.                    |
| 204                    | Juri Hollmann (GER)    | DNS-6                  |
| 205                    | Jason Osborne (GER)    | 56.                    |
| 206                    | Stan Van Tricht (BEL)  | 102.                   |
| 207                    | Luca Vergallito (ITA)  | 28.                    |

| Caja Rural-Seguros RGA CJR | Caja Rural-Seguros RGA CJR                  | Caja Rural-Seguros RGA CJR |
| -------------------------- | ------------------------------------------- | -------------------------- |
| #                          | Cyklist                                     | Placering                  |
| 211                        | Orluis Aular (VEN) (landsväg och tempolopp) | 42.                        |
| 212                        | Sebastian Berwick (AUS)                     | DNS-5                      |
| 213                        | Joseba López (ESP)                          | 99.                        |
| 214                        | Joel Nicolau (ESP)                          | 49.                        |
| 215                        | Eduard Prades (ESP)                         | DNF-6                      |
| 216                        | Thomas Silva (URU)                          | DNS-6                      |
| 217                        | Gorka Sorarrain (ESP)                       | 98.                        |

| Burgos-BH BBH | Burgos-BH BBH                  | Burgos-BH BBH |
| ------------- | ------------------------------ | ------------- |
| #             | Cyklist                        | Placering     |
| 221           | José Manuel Díaz Gallego (ESP) | 36.           |
| 222           | Victor Langellotti (MON)       | 14.           |
| 223           | Karel Vacek (CZE)              | DNF-6         |
| 224           | Jesús Ezquerra (ESP)           | 66.           |
| 225           | Aaron Gate (NZL) (landsväg)    | 92.           |
| 226           | Antonio Fagúndez (URU)         | 52.           |
| 227           | Jetse Bol (NED)                | 96.           |

| Q36.5 Pro Cycling Team Q36 | Q36.5 Pro Cycling Team Q36 | Q36.5 Pro Cycling Team Q36 |
| -------------------------- | -------------------------- | -------------------------- |
| #                          | Cyklist                    | Placering                  |
| 231                        | Xabier Azparren (ESP)      | 105.                       |
| 232                        | Matteo Badilatti (SUI)     | DNF-6                      |
| 233                        | Filippo Conca (ITA)        | 97.                        |
| 234                        | David de la Cruz (ESP)     | 60.                        |
| 235                        | Mark Donovan (GBR)         | 37.                        |
| 236                        | Carl Fredrik Hagen (NOR)   | 65.                        |
| 237                        | Damien Howson (AUS)        | 59.                        |

Förklaringar
DNF = Fullföljde inte, OTL = Utanför tidsgränsen, DNS = Startade inte, DSQ = Diskvalificerad